# Achtste Petroleumhaven
De Achtste Petroleumhaven is een haven op de Maasvlakte in Rotterdam. Aan de Achtste Petroleumhaven is één bedrijf gevestigd, de Maasvlakte Olie Terminal. Dit bedrijf werd in 1972 opgericht als joint venture van de oliemaatschappijen die in Rotterdam actief waren. In de Achtste Petroleumhaven zijn twee steigers waaraan de grootste mammoettankers kunnen aanleggen. Bij de storm in januari 2007 is een containerschip tegen een van de steigers aangevaren waarbij deze onbruikbaar werd, deze steiger zal voor 20 miljoen euro herbouwd worden.
In tegenstelling tot bij de andere Petroleumhavens is hier geen olieraffinaderij gevestigd. Er zijn opslagtanks met een capaciteit van ruim 4 miljoen m³. De terminal aan de Achtste Petroleumhaven is via pijpleidingen met raffinaderijen in het achterland verbonden. De langste pijpleiding is 140 km lang en loopt naar de raffinaderij van Total in Vlissingen.